# 深圳市康宁医院
深圳市康宁医院，又名深圳市精神卫生中心、深圳康宁医院，是深圳市政府全额投资的一所精神医学和心理医学专科医院，也是深圳市唯一一家集预防、医疗、康复、科研、教学于一体的三级甲等精神病专科医院，承担深圳全市精神卫生防治和康复技术指导，流浪精神病人救治救助和精神病人强制医疗等任务。其业务范围包括精神医学、心理医学的科研、教学、诊断、治疗、康复、健康管理。现有两个院区，罗湖院区位于罗湖区翠竹路1080号、坪山院区位于坪山区碧岭街道汤坑社区汤坑路与振碧路交汇处（振碧路2号）。

## 历史
康宁医院始建于1980年，1984年投入使用。该机构与深圳市精神卫生研究所、深圳市法医精神病司法鉴定所合署办公。2004年12月23日，在院内设立深圳市心理危机干预中心。2007年医院加挂“深圳市精神卫生中心”的牌子。2012年8月，厚德楼等新建门诊、住院、科研、行政用房竣工并投入使用，经过这次扩建，病床容量、门诊容量分别上升79%和300%。
康宁医院坪山院区（规划名为：健宁医院）于2007年立项，选址坪山区碧岭街道汤坑社区汤坑路与振碧路交汇处，初期规划床位数800张，2014年开工建设。坪山院区投入使用后将计划取代康宁医院罗湖院区的精神医学专科医院功能，而后者专职提供心理医学服务。该院区已于2018年12月26日开始试业，2019年3月20日正式启用。之后重性精神障碍诊疗康复等部分服务功能转移至坪山院区。
2018年5月11-13日，康宁医院顺利通过三级甲等精神病专科医院现场评审。6月19日，包括本院在内的深圳37家医院实现医保移动支付。
康宁医院对群体性心理健康、精神健康的干预见于富士康2010年连续多宗坠楼事件。

## 院区概况
深圳市康宁医院现有两个院区，分别为罗湖院区和坪山院区。

### 罗湖院区
院区位于罗湖区翠竹路1080号，始建于1980年，并于1984年投入使用。主要医疗建筑物为厚德楼、精业楼、守诚楼、致和楼。其功能定位为轻性精神疾病诊疗和康复中心、临床研究中心及市民心理健康促进中心。现占地1.6万平方米，业务用房面积3.5万平方米，核定床位630张，年门、急诊量26万余人次，年收治住院患者8000余人次。
院区现设有心理咨询与治疗门诊、焦虑障碍门诊、心理咨询与心理治疗科、精神科门急诊、儿少精神科等科室。另设有法医精神病司法鉴定所，负责精神疾病的司法鉴定。
- 厚德楼：是院区主体大楼，楼高12层，院区全部门急诊、检验科、以及部分病区均位于此，2012年8月启用。
- 致和楼：是院区住院楼，楼高6层，是院区最早的建筑，2012年前为院区主体大楼。
- 守诚楼：医护人员及其余员工的宿舍，2012年8月启用。
- 精业楼：楼高8层，为治疗康复科室的所在，其地下附有一层停车场，2012年8月启用。

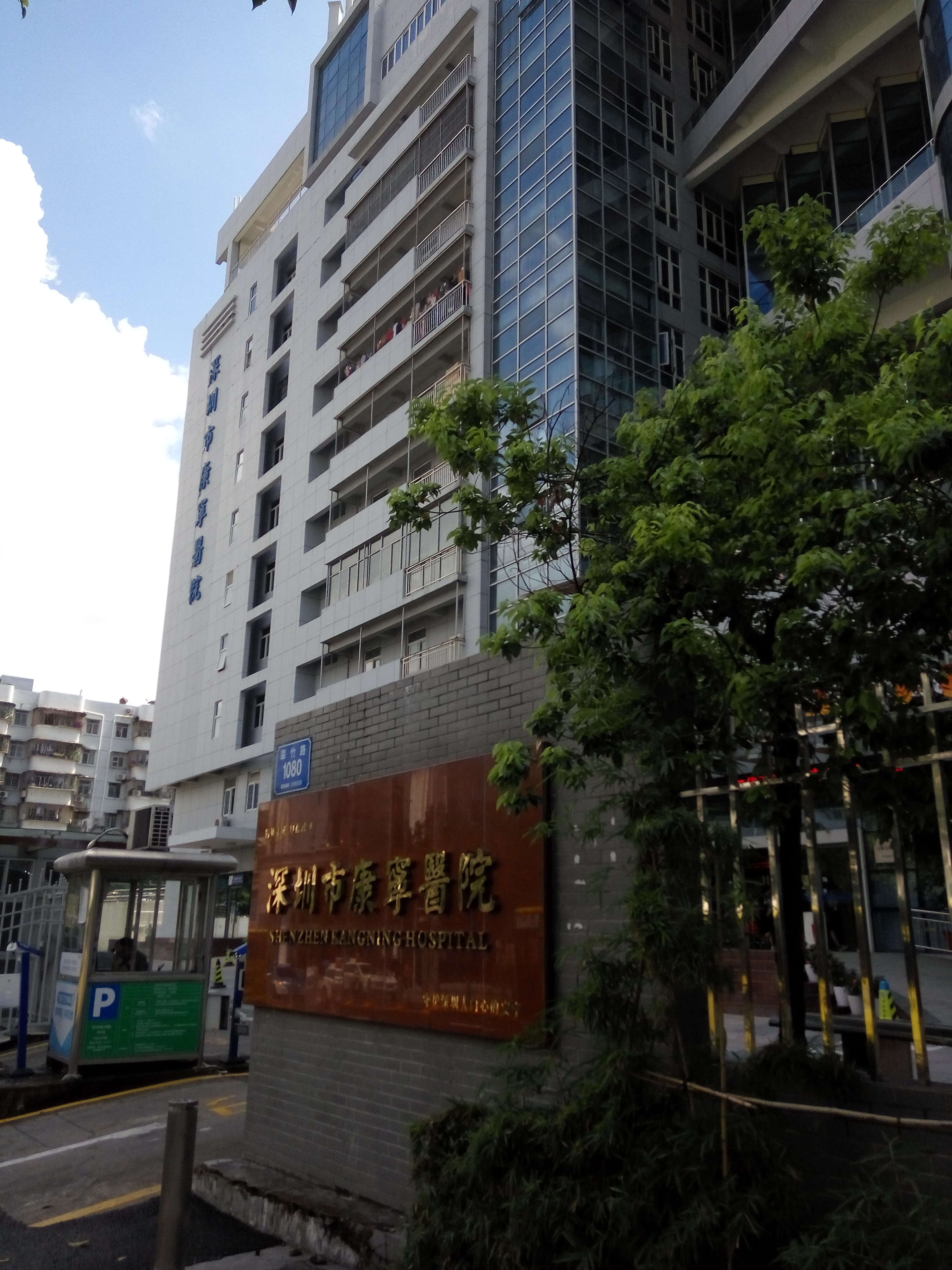
厚德楼北端
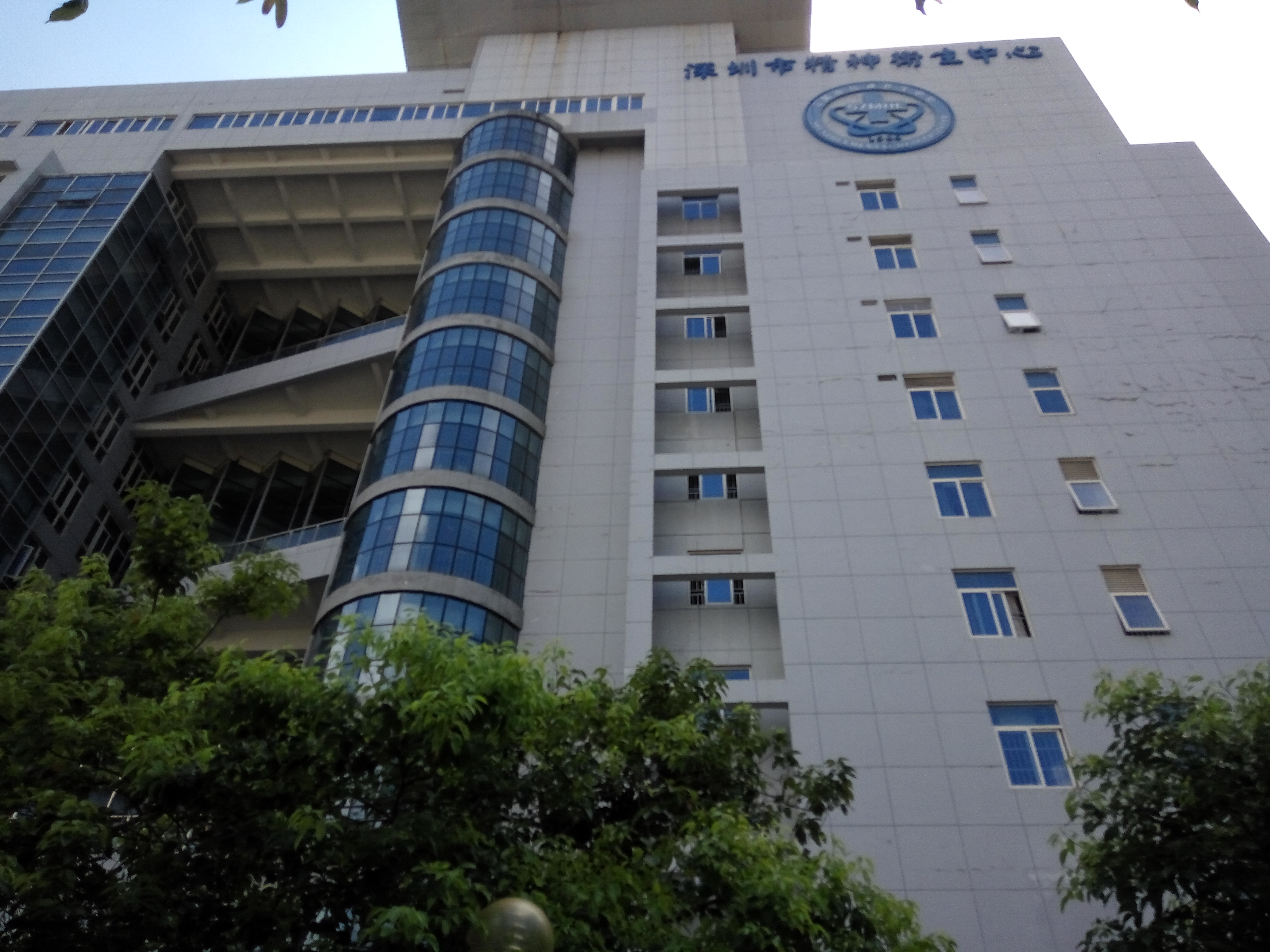
厚德楼南端
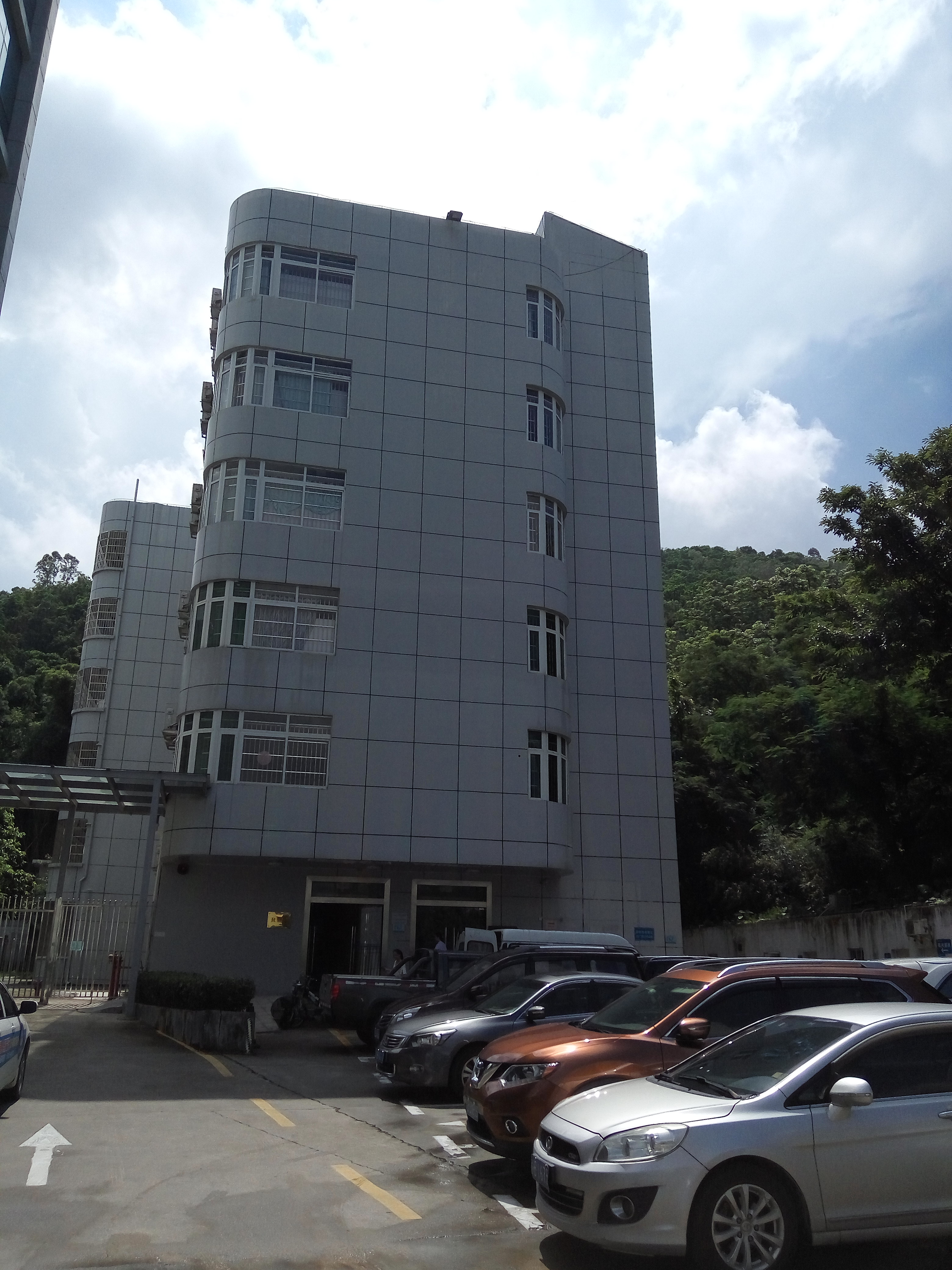
致和楼，原医院主大楼
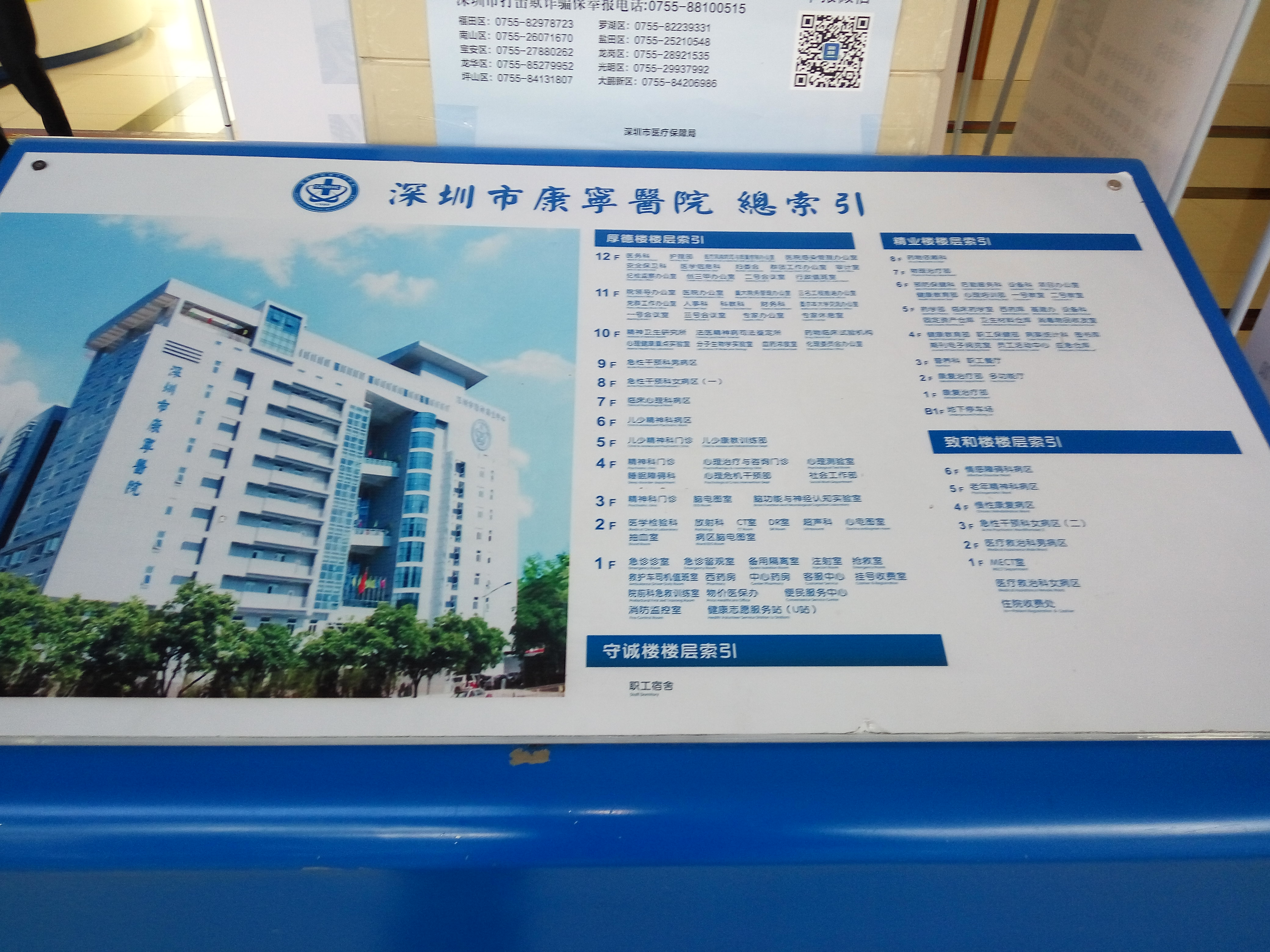
罗湖院区总索引
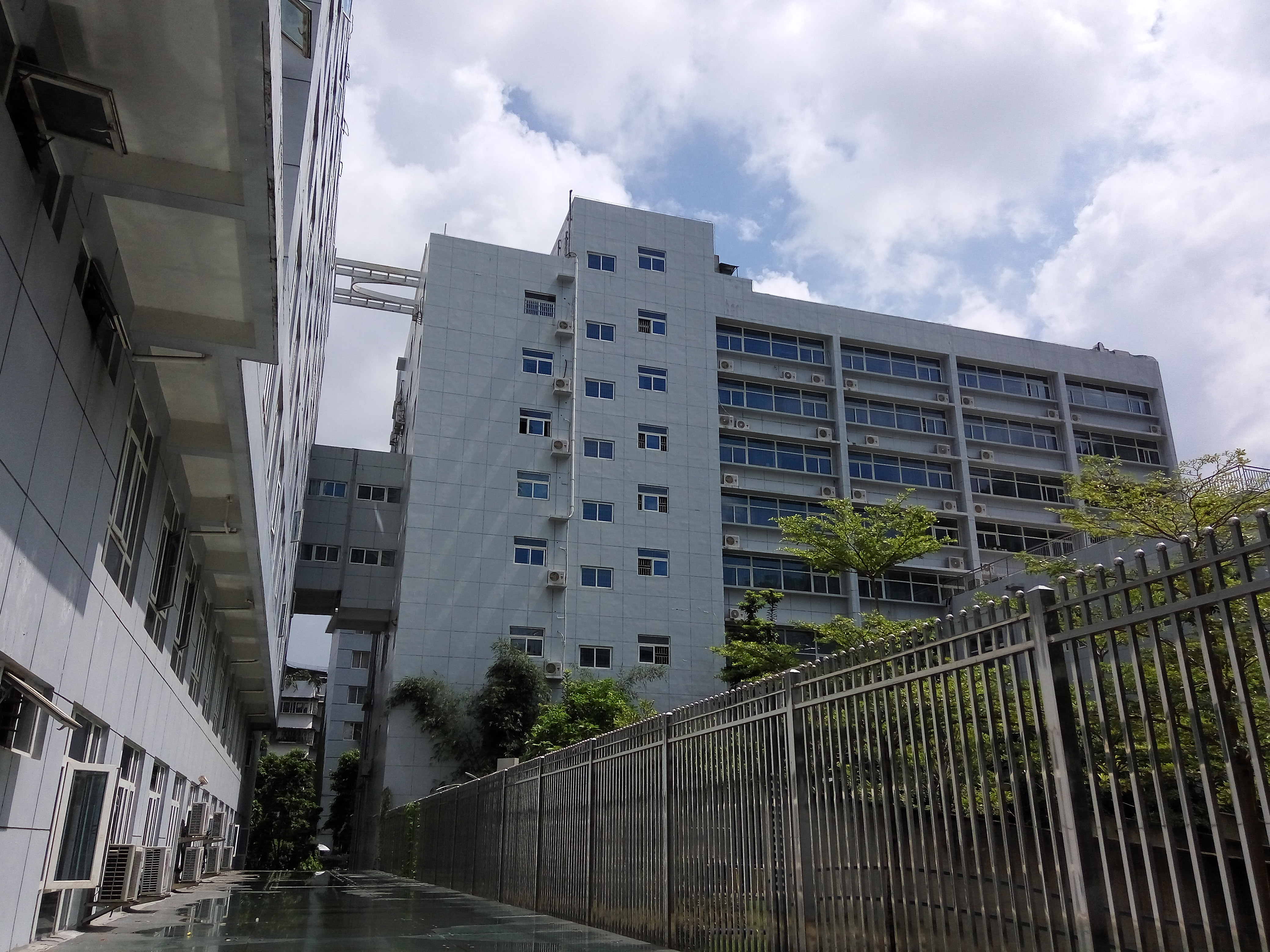
精业楼
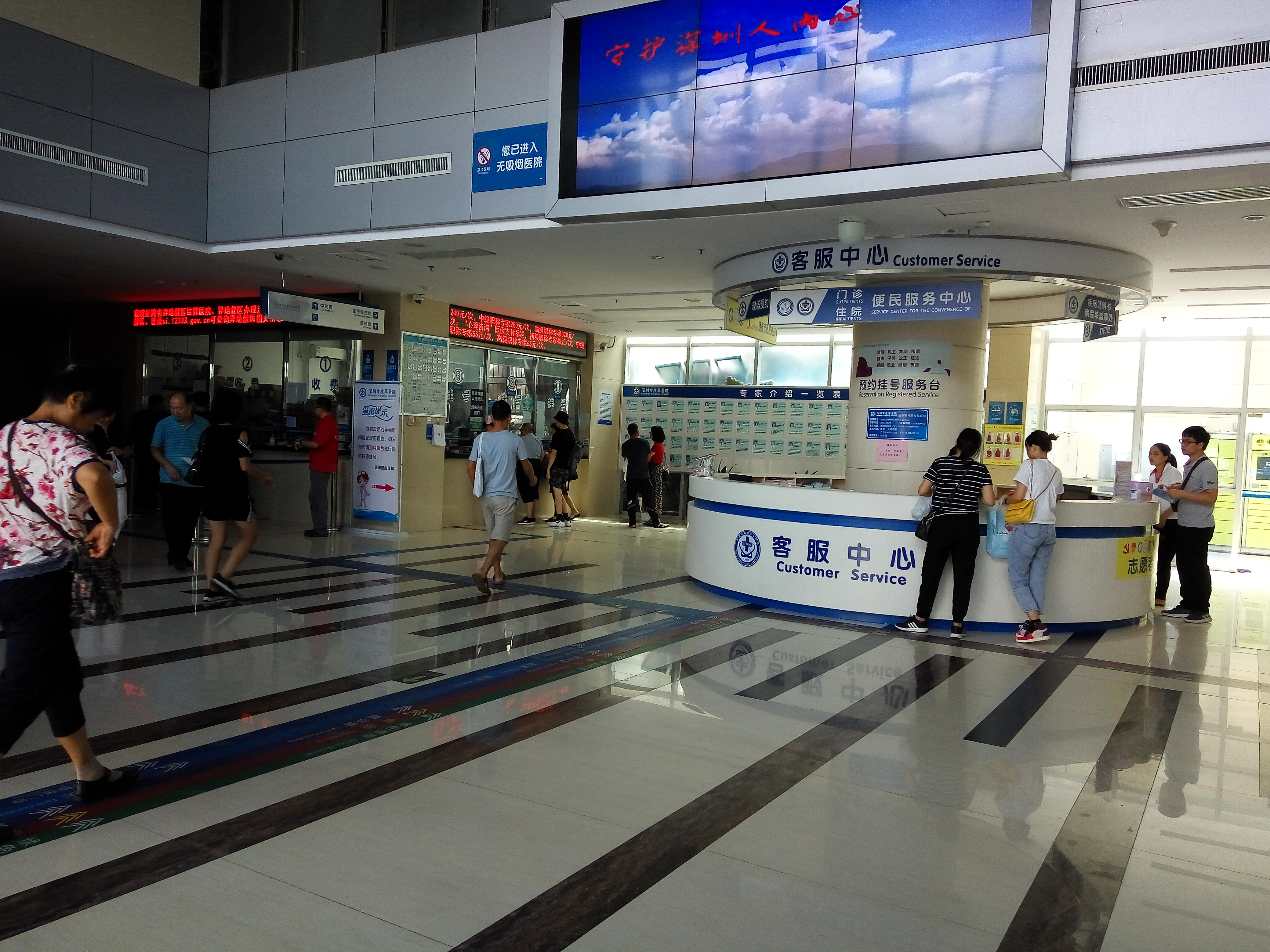
医院院区大堂

### 坪山院区
院区位于坪山区碧岭街道汤坑社区汤坑路与振碧路交汇处（振碧路2号），2007年立项，初期以健宁医院为名，2014年动工建设，2018年12月26日开始试业，2019年3月正式启用。现占地9．6万平方米，建筑面积13．3万平方米，由6座连起来大楼（两座行政中心，两座诊疗中心、一座康复中心、一座康复馆）组成，一期规划床位800张，病区全部使用后床位将达到1020张，院区整体绿化面积高达60％。功能定位是深圳市老年及重性精神障碍患者救治康复中心。设有行政中心、医疗救治科、强制治疗科、急性干预科、慢性康复科、老年精神科、情感障碍科、躯体问题患者收治中心、康复治疗中心、物理治疗中心等科室。院区设置了大面积的室内外康复场所及多样化的康复业务。室外康复场所中设有康复公园，面积相当于6个足球场大小。室内康复场所面积也有3000平方米。

## 认证和评级
康宁医院获评三级甲等精神病专科医院。
法医精神病司法鉴定所取得中国合格评定国家认可委员会检查机构认可（CNAS认证）。

## 文化影响
由于康宁医院是深圳最为著名的精神病医院，与青山医院在香港的情况类似，深圳市民常把“康宁”一词与精神病画上等号。

## 相关事件及争议
- 2014年6月24日凌晨3时许，一位24岁患抑郁症的女病人在病区被医护人员疑因约束不当造成病人身上多处淤青，当日下午家属探望发现淤青，事情才得以知晓，相关医生一度下跪请求家属原谅，之后医院牵头成立了调查组，调查护理人员在整个过程中的行为是否符合规范。[13]
- 2015年5月20日下午，一名疑似精神病人持刀闯进罗湖院区附近田贝四路一家餐厅砍伤群众，造成1死7伤。虽然该精神病人并非医院住院患者，更未接受精神疾病的治疗；但还是引起罗湖院区附近田贝，翠竹片区一带居民的担忧，有些居民甚至将康宁医院视为一个“定时炸弹”；在不久后的2015年深圳市“两会”上，有19名代表因此联名建议搬迁康宁医院，他们认为随着城市发展的加速，原先位于市区边缘的康宁医院已经变成现在的生活区，院区的位置明显不合时宜，精神病人前往康宁医院就诊，一定会路过康宁医院附近的生活区，这对周边居民会造成一定心理压力。当时康宁医院院长刘铁榜认为，要求康宁医院搬迁的提议简直是国际笑话。“医院设在市区，病人就医比较方便，若搬离了市区，病人就医会更加不方便。我们鼓励精神病人要回归社会，回归家庭。国际先进的精神病人康复模式是在社区；如果因为这样一件事就要让医院搬家，我觉得是国际笑话。”[14]

## 院区交通

### 罗湖院区
深圳地铁
- █3号线：田贝站 A出口

深圳公交巴士

| 康宁医院 | 康宁医院             | 康宁医院 | 康宁医院       | 康宁医院      |
| 编号     | 路线                 | 路线     | 路线           | 备注          |
| -------- | -------------------- | -------- | -------------- | ------------- |
| 2        | 草埔地铁站公交总站   | ⇆        | 北斗总站       | 合并原 40     |
| 57       | 长岭东公交场站       | ⇆        | 清水河总站     |               |
| 62       | 草埔吓屋村总站       | ⇆        | 福田保税区总站 |               |
| 83       | 金洲花园总站         | ⇆        | 火车站         |               |
| 203      | 东昌总站             | ↺        | 地王大厦       |               |
| 977      | 融悦山居             | ⇆        | 田贝总站       |               |
| M482     | 罗湖投控大厦公交总站 | ⇆        | 鹿丹村公交总站 | 原 B705、B841 |

| 田贝地铁站 | 田贝地铁站           | 田贝地铁站 | 田贝地铁站     | 田贝地铁站    |
| 编号       | 路线                 | 路线       | 路线           | 备注          |
| ---------- | -------------------- | ---------- | -------------- | ------------- |
| 2          | 草埔地铁站公交总站   | ⇆          | 北斗总站       | 合并原 40     |
| 57         | 长岭东公交场站       | ⇆          | 清水河总站     |               |
| 62         | 草埔吓屋村总站       | ⇆          | 福田保税区总站 |               |
| 83         | 金洲花园总站         | ⇆          | 火车站         |               |
| 203        | 东昌总站             | ↺          | 地王大厦       |               |
| 977        | 融悦山居             | ⇆          | 田贝总站       |               |
| M482       | 罗湖投控大厦公交总站 | ⇆          | 鹿丹村公交总站 | 原 B705、B841 |

### 坪山院区
深圳公交巴士

| 市康宁医院坪山院区 | 市康宁医院坪山院区 | 市康宁医院坪山院区 | 市康宁医院坪山院区 | 市康宁医院坪山院区 |
| 编号               | 路线               | 路线               | 路线               | 备注               |
| ------------------ | ------------------ | ------------------ | ------------------ | ------------------ |
| M322               | 大运新城总站       | →                  | 碧岭村公交总站     |                    |
| M322               | 中海康城国际南     | ←                  | 碧岭村公交总站     |                    |
| M439               | 坪山碧岭总站       | ⇆                  | 生物医药创新产业园 |                    |
| M546顺时针         | 坪山碧岭总站       | ↺                  | 坪山碧岭总站       | 原 812东段         |
| M546逆时针         | 坪山碧岭总站       | ↻                  | 坪山碧岭总站       | 原 812东段         |

| 坪山碧岭总站 | 坪山碧岭总站   | 坪山碧岭总站 | 坪山碧岭总站       | 坪山碧岭总站        |
| 编号         | 路线           | 路线         | 路线               | 备注                |
| ------------ | -------------- | ------------ | ------------------ | ------------------- |
| M277         | 坪山碧岭总站   | ⇆            | 龙联学校           | 原 983，合并原 M278 |
| M322         | 大运新城总站   | →            | 碧岭村公交总站     |                     |
| M322         | 中海康城国际南 | ←            | 碧岭村公交总站     |                     |
| M439         | 坪山碧岭总站   | ⇆            | 生物医药创新产业园 |                     |
| M458         | 坪山碧岭总站   | ⇆            | 龙城高级中学       | 原 933              |
| M546顺时针   | 坪山碧岭总站   | ↺            | 坪山碧岭总站       | 原 812东段          |
| M546逆时针   | 坪山碧岭总站   | ↻            | 坪山碧岭总站       | 原 812东段          |